# Lixophaga remora
Lixophaga remora är en tvåvingeart som beskrevs av Henry J. Reinhard 1953. Lixophaga remora ingår i släktet Lixophaga och familjen parasitflugor. Inga underarter finns listade i Catalogue of Life.